# This Is the Police
This Is the Police est un jeu vidéo d'aventure et de stratégie en temps réel développé par Weappy Studio et édité par Nordic Games, édité par EuroVideo Medien, sorti à partir de 2016 sur Windows, Mac, Linux, PlayStation 4, Xbox One et Nintendo Switch.
Il a pour suite This Is the Police 2.

## Système de jeu

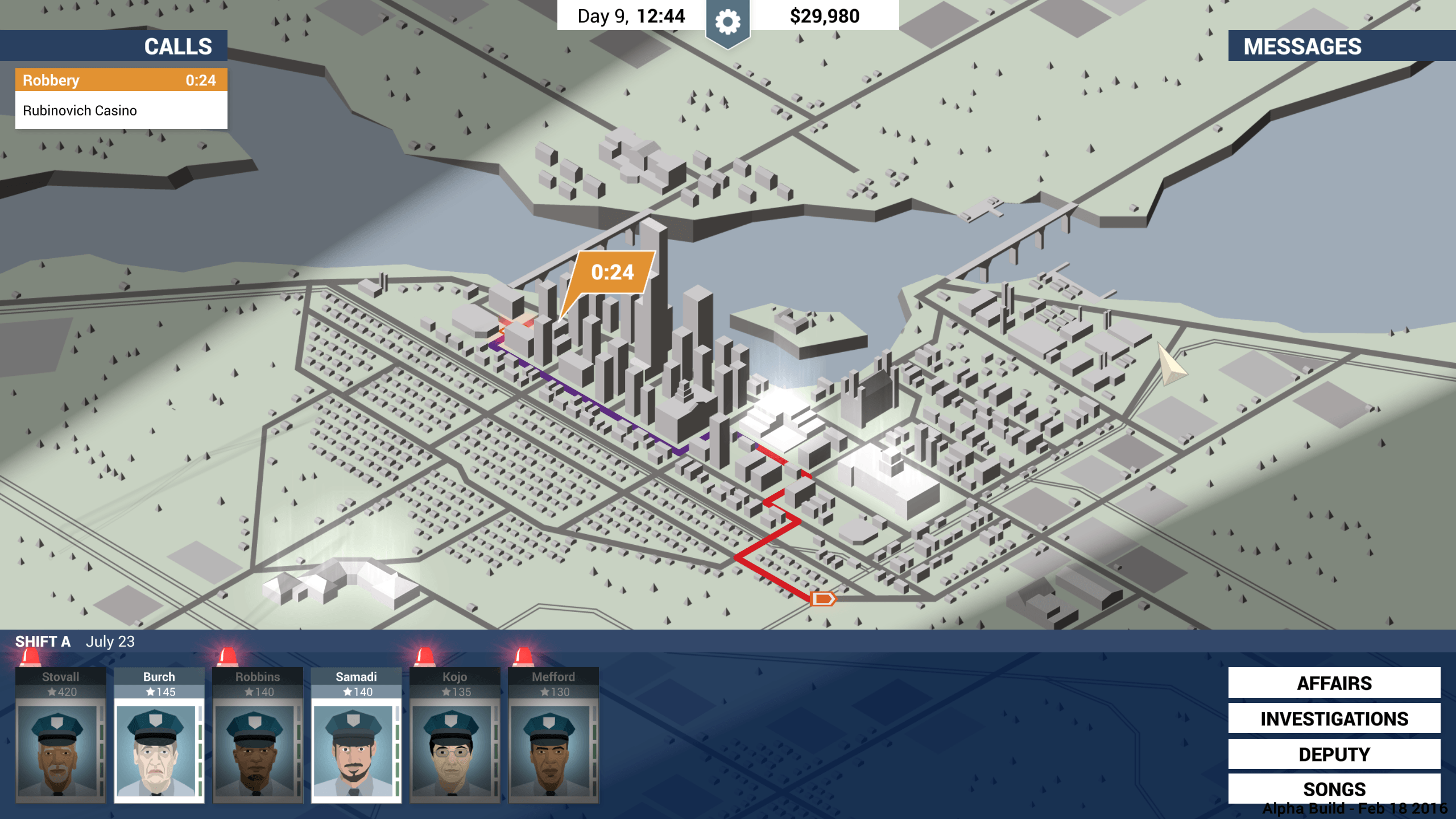
Vue stratégique de la ville

Dans la ville de Freeburg, à la fin des années 1980, le joueur incarne Jack Boyd à travers les 180 jours précédents sa retraite.

## Accueil
- Jeuxvideo.com : 14/20[1]